# Antônio de Sampaio
Antônio de Sampaio (Tamboril, 24 de maio de 1810 — Buenos Aires, 6 de julho de 1866) foi um militar brasileiro, herói da Guerra da Tríplice Aliança. Considerado um dos maiores militares da história do Brasil independente, participou de muitas das principais guerras travadas pelo Exército Brasileiro ao longo do século XIX, vindo a falecer a bordo do navio Eponina, decorrente dos três ferimentos recebidos na Batalha de Tuiuti no dia 24 de maio de 1866. Pela sua bravura na Guerra, é o patrono da arma de Infantaria no Brasil.

## Biografia
Nasceu na Fazenda Vitor, em Tamboril, a 288 quilômetros de Fortaleza. Filho de Antônio Ferreira de Sampaio, ferreiro, e Antônia Xavier de Araújo. Teve uma juventude normal como todo jovem de interior, na aspereza dos sertões nordestinos. Aos 20 anos de idade, no dia 17 de julho de 1830, alistou-se como Praça voluntária nas fileiras do então 22.º Batalhão de Caçadores, sediado na Fortaleza de Nossa Senhora de Assunção galgando todos os postos da carreira militar por mérito: Alferes comissionado (20 de maio de 1839), Alferes confirmado (2 de setembro de 1839), Tenente (2 de dezembro de 1839), Capitão (8 de setembro de 1843), Major (29 de julho de 1852), Tenente-coronel (2 de dezembro de 1855), posto no qual comandou o Corpo Policial da Corte, atual Polícia Militar do Estado do Rio de Janeiro, Coronel (2 de dezembro de 1861), e Brigadeiro, atual General de brigada (18 de fevereiro de 1865). O seu filho, Olegário Antônio de Sampaio, foi general de brigada de Infantaria no Exército Brasileiro e teve atuação destacada na repressão à Revolta da Armada (1893) e na Guerra de Canudos (1897). O seu neto, Antônio Paiva de Sampaio, também seguiu carreira militar, tendo distinta atuação em diversos conflitos na primeira metade do século XX, como na Revolução de 1924 e na Revolução de 1932. Alguns descendentes ainda residem em sua cidade natal.

## Batalhas

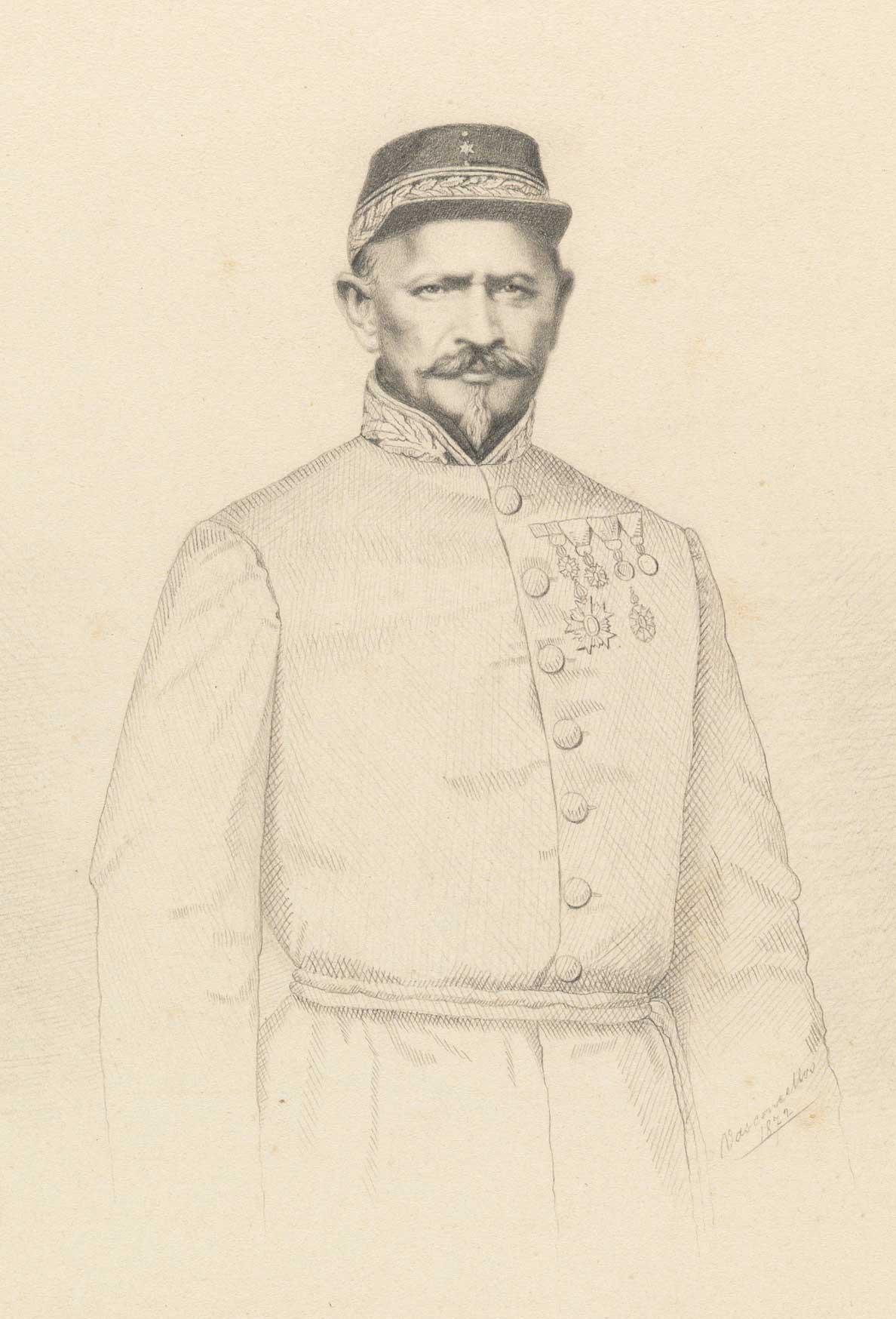
General Antônio de Sampaio (1810-1866). Morto em combate, foi proclamado patrono da infantaria (1962).

Destacou-se na maioria das campanhas militares do Período Regencial e do Segundo Reinado (os anos referem-se aos períodos em que Sampaio esteve em combate):
- Encontro de Icó, na então Província do Ceará, em 4 de abril de 1832, quando recebeu seu batismo de fogo;
- Cabanagem, na então Província do Pará, em 1835 a 1840;
- Balaiada, na então Província do Maranhão, de 1838 a 1841;
- Guerra dos Farrapos, na então Província do Rio Grande do Sul, entre 1835 e 1845;
- Revolta Praieira, na então Província de Pernambuco, de 1848 a 1850;
- Guerra contra Oribe e Rosas, no Uruguai, em 1851, tendo se destacado, nesse conflito, na Batalha de Monte Caseros, na Argentina, em 1852;
- Guerra contra Aguirre, tendo se destacado na Tomada de Paysandú, no Uruguai, em 1864, e no cerco e conquista de Montevidéu, no mesmo ano;
- Guerra da Tríplice Aliança, no Paraguai, em 1864

### Guerra da Tríplice Aliança
À frente da 3ª Divisão do Exército Imperial, apelidada de Divisão Encouraçada, composta pelos lendários batalhões Arranca-Toco, Vanguardeiro e Treme-Terra, lutou nas operações de transposição do rio Paraná, na Batalha da Confluência e na Batalha de Estero Bellaco. Na batalha de Tuiuti (24 de maio de 1866, ironicamente a data de seu aniversário), considerada a maior batalha campal já travada na América do Sul, Sampaio foi gravemente ferido três vezes, por estilhaços de granada, gangrenando-lhe a coxa direita, além de outras duas vezes, nas costas.

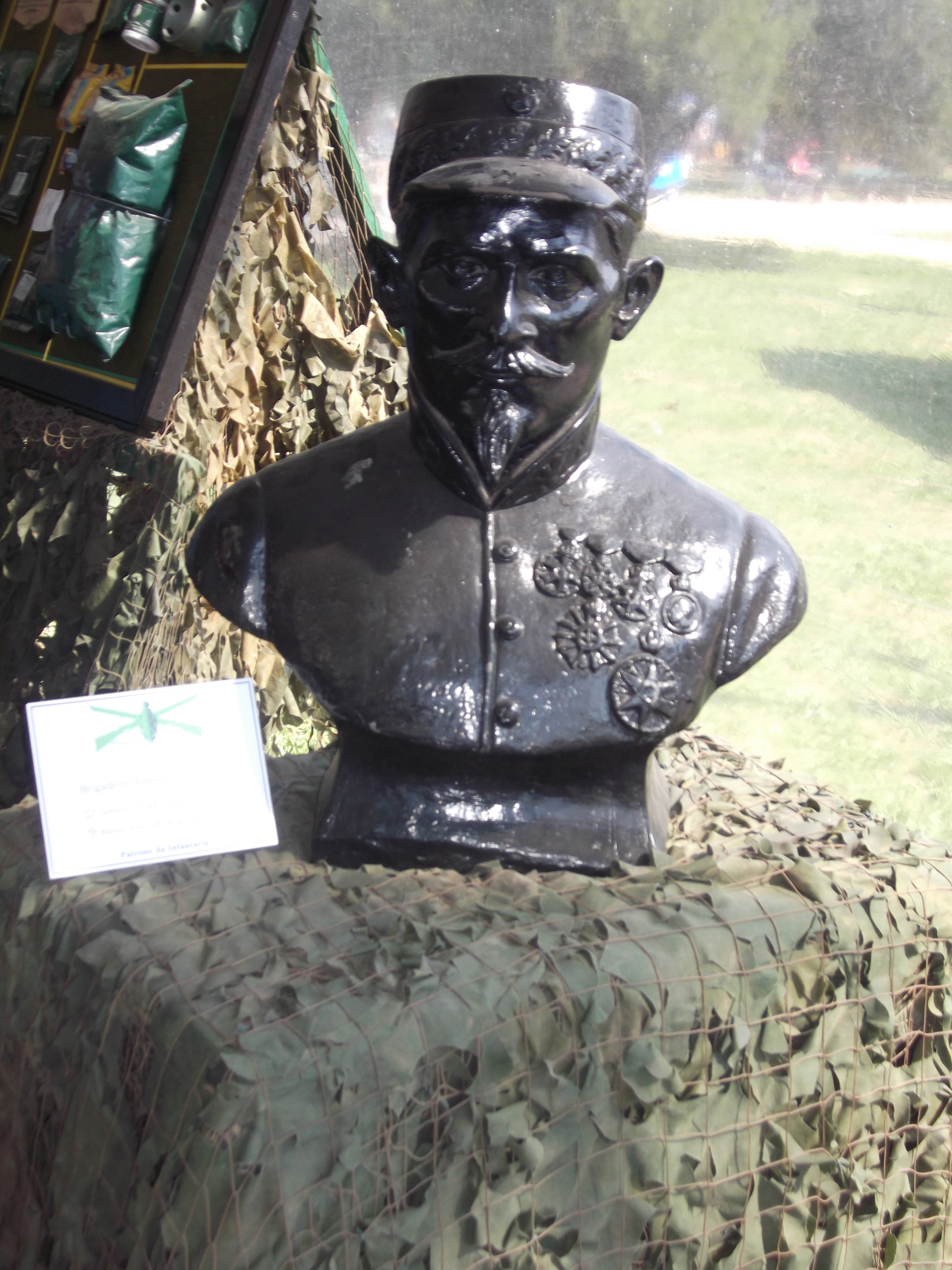
Busto de Antônio de Sampaio.

Evacuado do campo de batalha, faleceu a bordo do vapor Eponina, que o conduzia para Buenos Aires. Sepultado naquela capital, em 8 de julho de 1866, seus restos mortais foram repatriados em 1869, para o Rio de Janeiro, sendo depositados na Igreja do Bom Jesus da Coluna, no Asilo dos Inválidos da Pátria, onde permaneceram até 14 de novembro de 1871, quando foram novamente trasladados para sua terra natal - o Ceará. Até 25 de outubro de 1873, seus restos mortais foram depositados na atual Catedral de Fortaleza, sendo sepultados no Cemitério de São João Batista, em Fortaleza. Em 24 de maio de 1966, por ocasião do Centenário de sua morte e da Batalha de Tuiuti, seus restos mortais são removidos para um mausoléu na Avenida Bezerra de Menezes, em Fortaleza, onde permaneceram até 24 de maio de 1996, ocasião em que os seus restos mortais passaram a repousar em definitivo no Panteão Brigadeiro Sampaio, erguido na parte frontal da Fortaleza de Nossa Senhora da Assunção, sede do Quartel-General da 10ª Região Militar.

## Condecorações[5]
Foi condecorado por seis vezes, no período de 1852 a 1865, pelo imperador D. Pedro II. Também, recebeu a comenda da Imperial Ordem da Rosa.
- Medalha de prata das campanhas do Uruguai e Buenos Aires
- Medalha de oficial da imperial ordem da rosa
- Medalha de cavaleiro da imperial ordem de São Bento de Aviz
- Medalha de comendador da imperial ordem da rosa
- Medalha de oficial da imperial ordem do Cruzeiro

## Homenagens

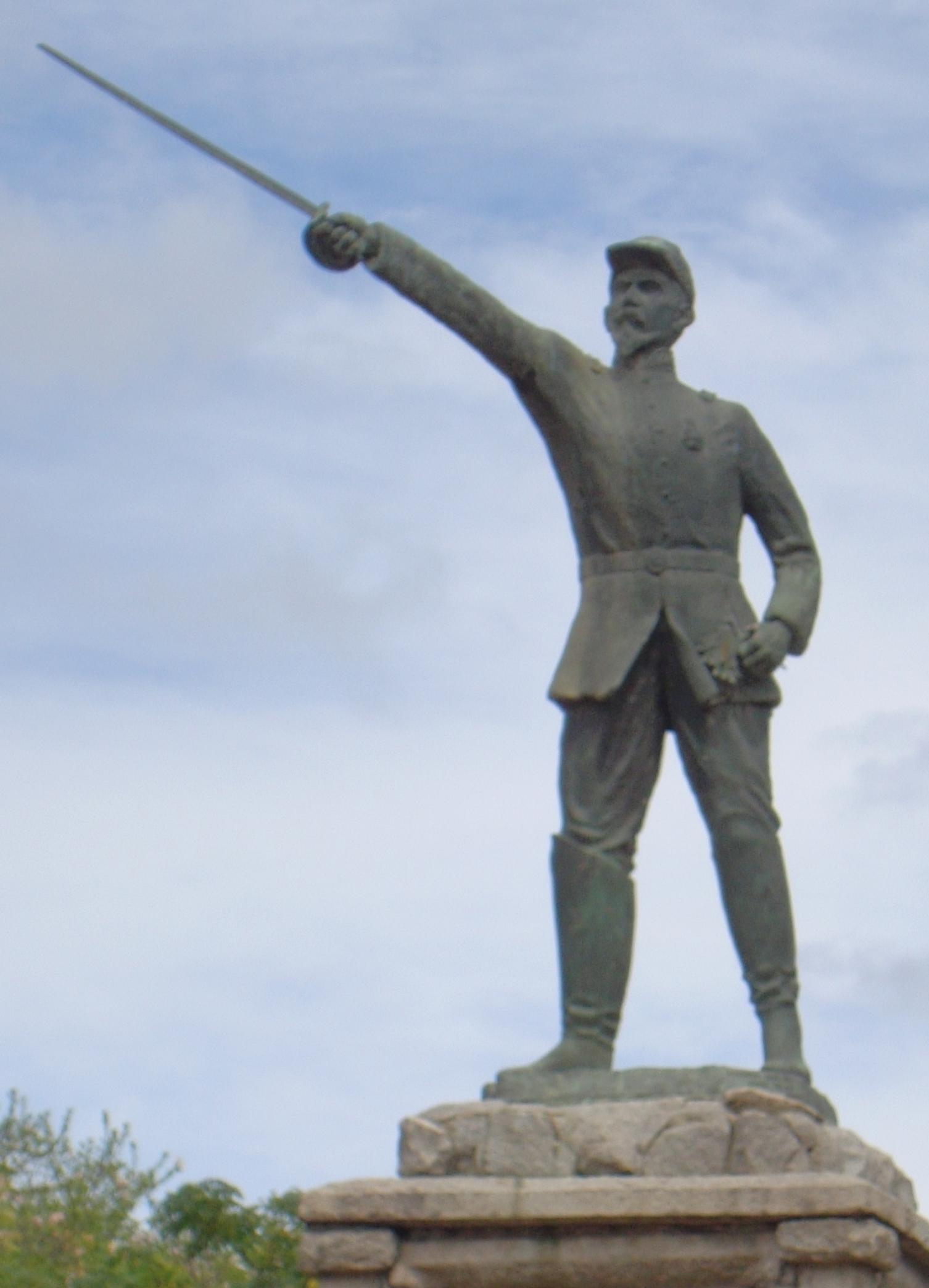
Estátua de Antônio de Sampaio na Praça Brigadeiro Sampaio, em Porto Alegre (RS).

- Em 1900, inaugura-se solenemente sua estátua na Praça Castro Carreira em Fortaleza, Ceará.[6]
- Em 1928, os alunos da Turma de Aspirantes da Escola Militar do Realengo, por inspiração do Primeiro-tenente Humberto de Alencar Castelo Branco, aclamam-no Patrono da Infantaria do Batalhão de Infantaria da referida Escola.[7]
- Em 1940, o 1.º Regimento de Infantaria do Exército Brasileiro, herdeiro das tradições do Terço Velho de Mem de Sá, recebeu o nome de Regimento Sampaio, em sua homenagem.
- Durante a Segunda Guerra Mundial, ao ser instituída a Medalha Sangue do Brasil, destinada a condecorar os feridos em ação, as três estrelas esmaltadas em vermelho simbolizam os ferimentos do Brigadeiro Sampaio, recebidos em Tuiuti.[7]
- Foi consagrado Patrono da Arma de Infantaria do Exército Brasileiro, em 1962.
- A turma formada em 1981 na Escola Preparatória de Cadetes do Exército recebeu o nome de Turma Brigadeiro Sampaio.
- Em 1996, é inaugurado em Fortaleza o Panteão Brigadeiro Sampaio na parte frontal da Fortaleza de Nossa Senhora da Assunção, com o traslado de seus restos mortais para o local. Foi incorporada ao Panteão a estátua erigida em 24 de maio de 1900, retornando Sampaio de forma simbólica ao aquartelamento no qual se alistara em 17 de julho de 1830.[8]
- Pela lei 11 932, de 24 de abril de 2009, seu nome foi inscrito no Livro de Aço do Panteão da Pátria e da Liberdade Tancredo Neves, recebendo, oficialmente, o status de Herói Nacional.[9]
- Em 10 de junho de 2011, a Academia Sulbrasileira de Medalhística (hoje Academia Brasileira de Medalhística Cívico Militar do Brasil cria a Medalha Brigadeiro Sampaio.[10]
- Por ocasião do bicentenário de seu nascimento, foi homenageado pelo Exército Brasileiro ao batizar todas as turmas de formandos, incluindo a turma de alunos formados na EsPCEx, no ano de 2010, sob a denominação Turma Bicentenário do Brigadeiro Sampaio. Tal turma forneceu ao EB os aspirantes-a-oficial formados pela Academia Militar das Agulhas Negras no ano de 2014.